# Hanns Matula
Hanns Matula (* 6. Dezember 1923 in Wien; † 8. Juli 1987 ebenda) war ein österreichischer Kameramann.
Matula begann seine Laufbahn beim Film nach Kriegsende als Aufnahmeleiter und Schnittmeister. 1950 wurde er Kameraassistent bei Hans Heinz Theyer, eine Funktion, die er etwa ein Jahrzehnt ausübte.
Bei dem Dokumentarfilm Unsterblicher Mozart gab er sein Debüt als einer von mehreren der verantwortlichen Kameraleute, doch erst nach Theyers Tod 1961 stieg er zum Standard-Kameramann des österreichischen Regisseurs Franz Antel auf. Während der 1960er und 1970er Jahre stand er bei zahlreichen Filmkomödien Antels und anderer Regisseure hinter der Kamera, darunter auch bei mehreren Sexfilmen. Die in den DEFA-Studios entstandene ambitionierte, aber erfolglose Biografie Antels über Johann Strauss, Johann Strauß – Der König ohne Krone wurde zugleich Matulas letzter Film. Er wurde am Neustifter Friedhof bestattet.

## Filmografie
- 1947: Die Glücksmühle (nur Schnitt)
- 1947: Die vertauschten Ehemänner (Wer küßt wen? / nur Schnitt)
- 1948: Der Leberfleck (nur Schnitt)
- 1949: Dr. Rosin  (nur Schnitt)
- 1949: Märchen vom Glück (nur Schnitt)
- 1954: Unsterblicher Mozart (Dokumentarfilm)
- 1955: Spionage
- 1955: Ja, so ist das mit der Liebe (Ehesanatorium)
- 1956: Roter Mohn
- 1956: Liebe, Schnee und Sonnenschein (zweite Kamera)
- 1957: Heimweh … dort, wo die Blumen blühn
- 1958: Skikanonen (Kurz-Dokumentarfilm)
- 1961: Im schwarzen Rößl
- 1962: Drei Liebesbriefe aus Tirol
- 1962: Tanze mit mir in den Morgen
- 1962: … und ewig knallen die Räuber
- 1962: Ohne Krimi geht die Mimi nie ins Bett
- 1962: Das ist die Liebe der Matrosen
- 1963: Mit besten Empfehlungen
- 1963: Sing, aber spiel nicht mit mir
- 1963: Im singenden Rößl am Königssee
- 1964: Rote Lippen soll man küssen (Die ganze Welt ist himmelblau)
- 1964: Heiß weht der Wind
- 1964: Das hab ich von Papa gelernt
- 1967: Heubodengeflüster
- 1967: Mittsommernacht
- 1968: Andrea – wie ein Blatt auf nackter Haut
- 1968: Otto ist auf Frauen scharf
- 1968: Frau Wirtin hat auch einen Grafen
- 1969: Liebe durch die Hintertür
- 1969: Warum hab’ ich bloß 2x ja gesagt?
- 1969: Frau Wirtin hat auch eine Nichte
- 1970: Von Haut zu Haut
- 1970: Musik, Musik – da wackelt die Penne
- 1970: Frau Wirtin bläst auch gern Trompete
- 1970: Frau Wirtin treibt es jetzt noch toller
- 1971: Einer spinnt immer
- 1971: Mein Vater, der Affe und ich
- 1972: Sie nannten ihn Krambambuli
- 1972: Die lustigen Vier von der Tankstelle
- 1972: Massagesalon der jungen Mädchen
- 1972: Komm, Zigan
- 1972: Briefe von gestern
- 1973: Das Wandern ist Herrn Müllers Lust
- 1973: Junge Mädchen mögen’s heiß, Hausfrauen noch heißer
- 1973: Oktoberfest! Da kann man fest…
- 1975: Kim & Co. (TV-Serie)
- 1976: Die Wölfin vom Teufelsmoor
- 1977: Casanova & Co.
- 1980: Ringstraßenpalais (Serie)
- 1982: Ein dicker Hund
- 1986: Johann Strauß – Der König ohne Krone